# Nemateleotris helfrichi
Nemateleotris helfrichi är en fiskart som beskrevs av Randall och Allen, 1973. Nemateleotris helfrichi ingår i släktet Nemateleotris och familjen Ptereleotridae. Inga underarter finns listade i Catalogue of Life.